# Люрси-Леви
Люрси-Леви (фр. Lurcy-Lévis) — коммуна во Франции, находится в регионе Овернь. Департамент коммуны — Алье. Административный центр кантона Люрси-Леви. Округ коммуны — Мулен.
Код INSEE коммуны — 03155.

## Население
Население коммуны на 2008 год составляло 2139 человек.
| 1962 | 1968 | 1975 | 1982 | 1990 | 1999 | 2008 |
| ---- | ---- | ---- | ---- | ---- | ---- | ---- |
| 2400 | 2429 | 2292 | 2294 | 2080 | 2092 | 2139 |

## Экономика
В 2007 году среди 1251 человека в трудоспособном возрасте (15—64 лет) 833 были экономически активными, 418 — неактивными (показатель активности — 66,6 %, в 1999 году было 68,7 %). Из 833 активных работали 756 человек (404 мужчины и 352 женщины), безработных было 77 (32 мужчины и 45 женщин). Среди 418 неактивных 98 человек были учениками или студентами, 166 — пенсионерами, 154 были неактивными по другим причинам.

## Достопримечательности
- Кольцевой автодром. Имеет прямой участок длиной 1,5 км, единственный в Европе, что позволяет некоторым командам Формулы-1 использовать его для испытания аэродинамики болидов.
- Велодром. Один из старейших во Франции, построен в 1897 году. Проводятся регулярные гонки.
- Романская церковь Сен-Мартен (XII—XIII века). Исторический памятник с 16 декабря 1937 года.
- Замок Леви (XVII век). Исторический памятник с 7 марта 1945 года.
- Замок Беген. Старинный замок, перестроенный в XIX веке. Сохранились башни XV века.
- Аэродром Люрси-Леви.
- Коллеж Андре-Бутри. Основан в 1956 году Эмилем Морисом.

## Фотогалерея

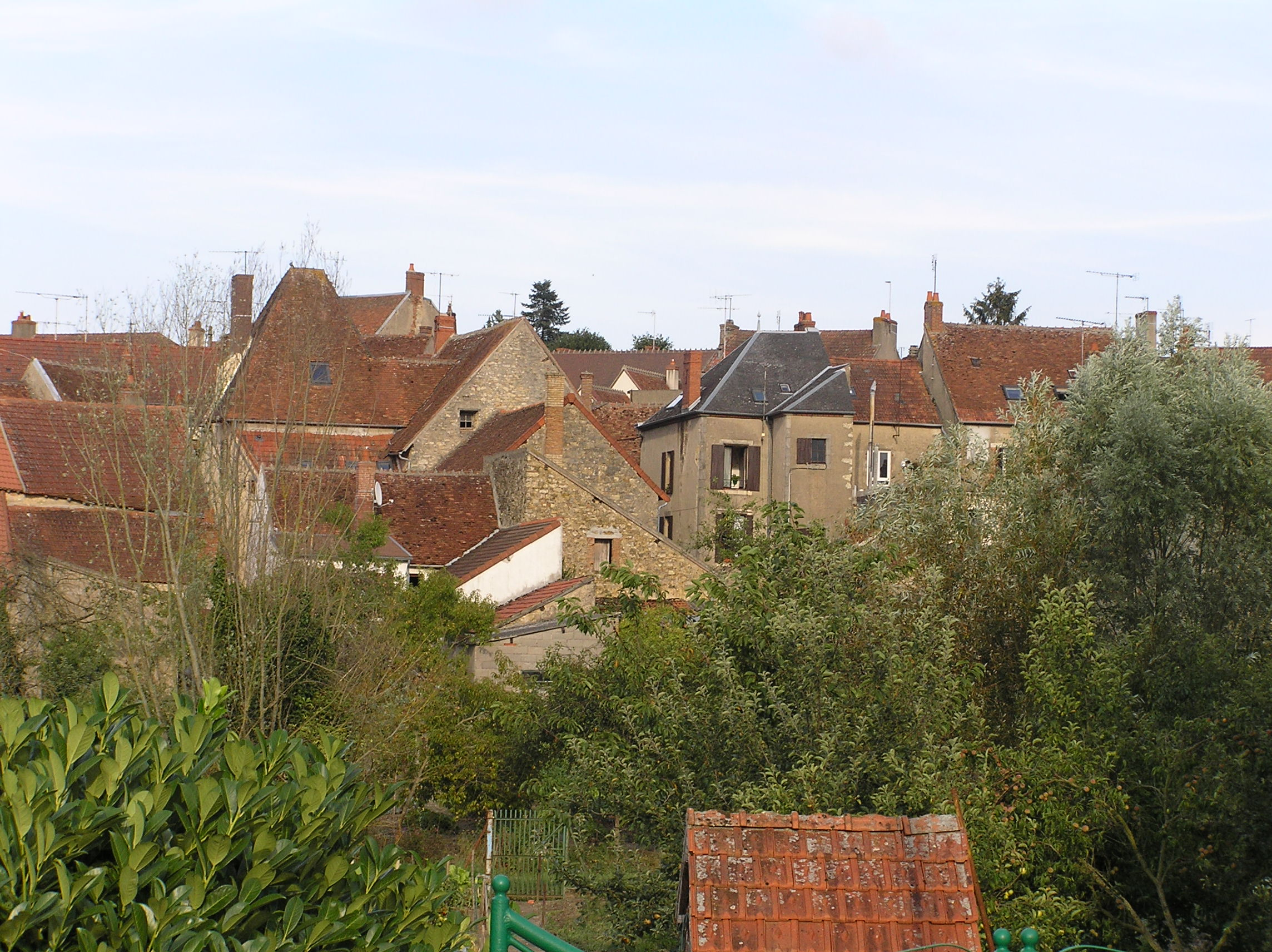
Люрси-Леви
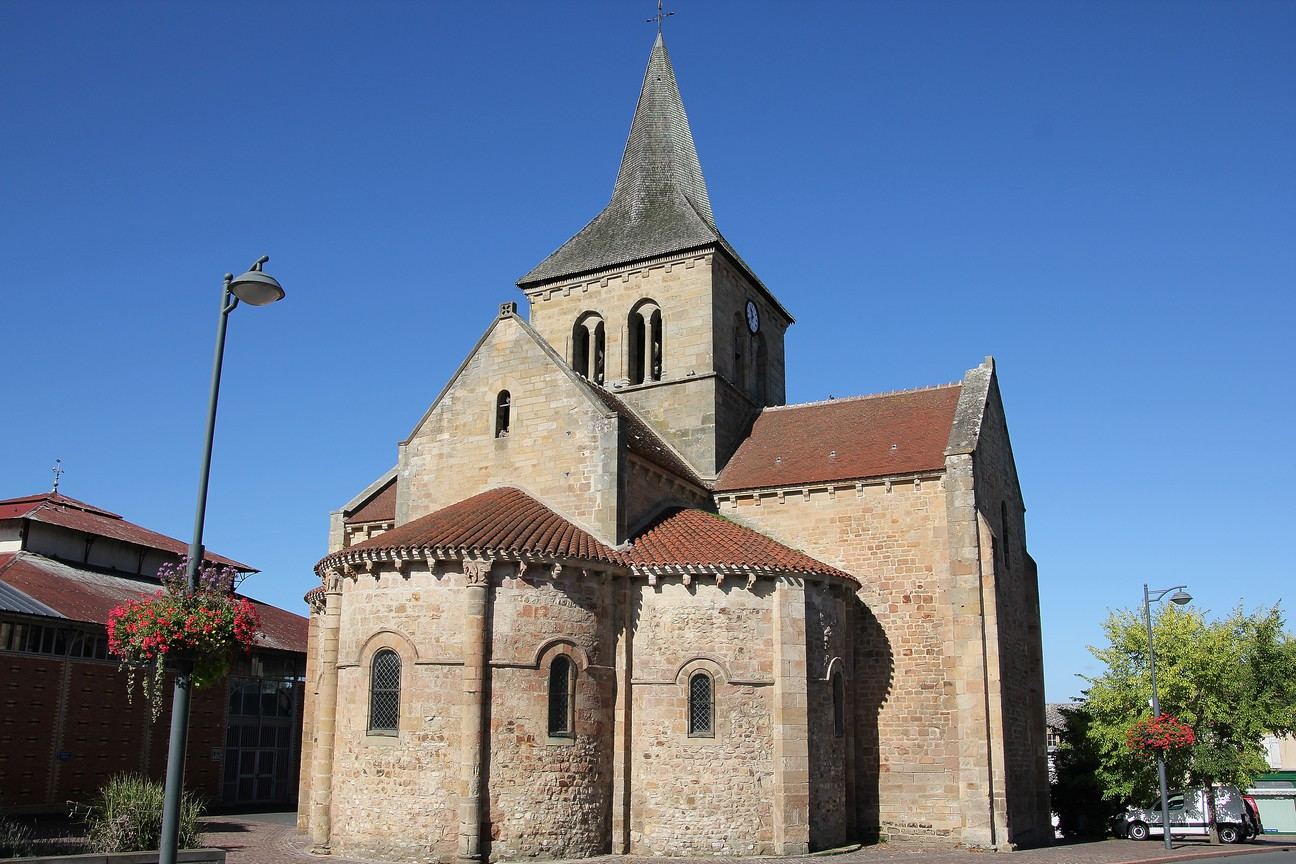
Церковь Сен-Мартен
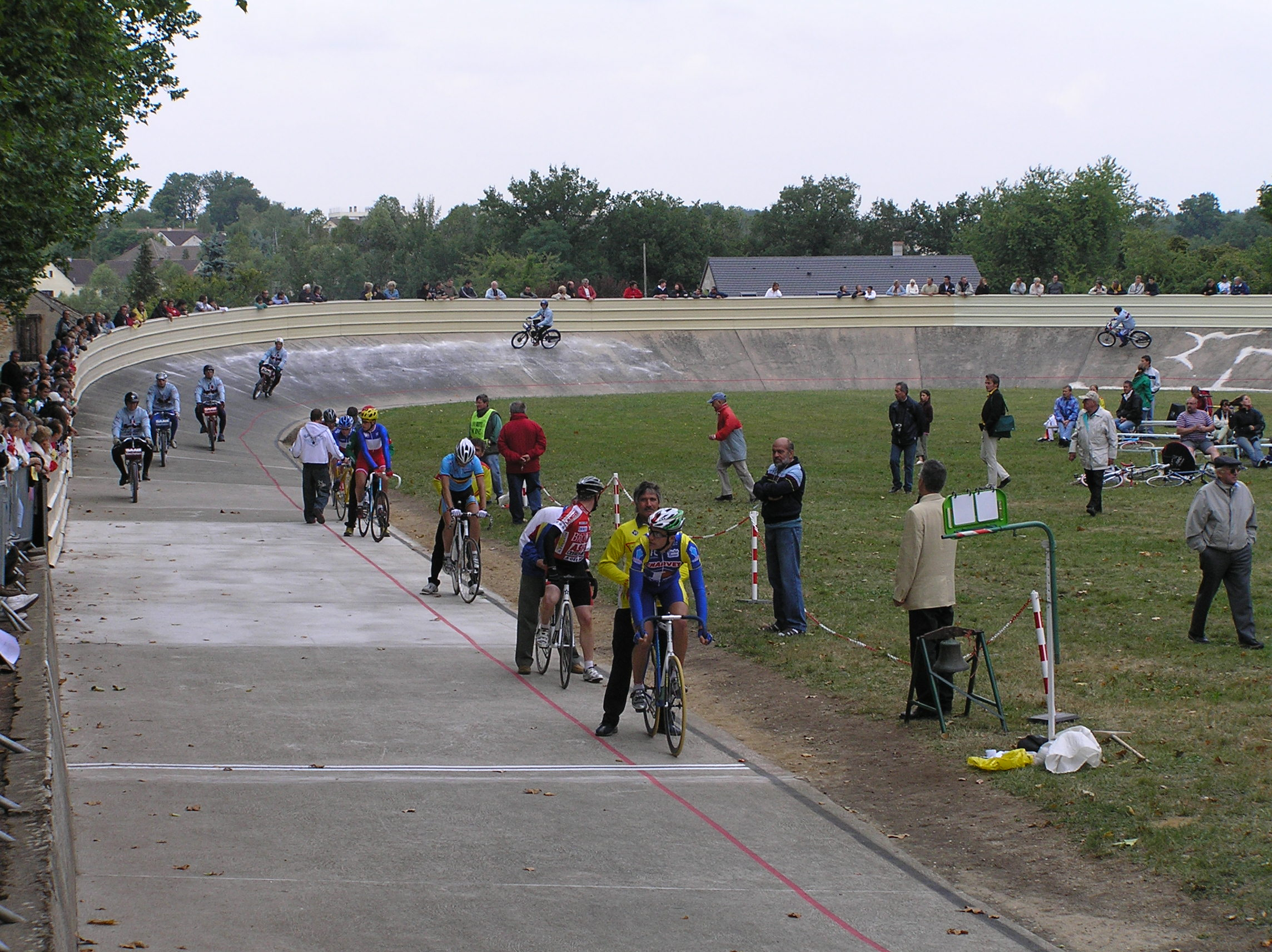
Велодром